# Morten Wiltrup
Morten Wiltrup (27. august 1925 – 22. februar 1945 i Vestre Fængsel, København), kaldet "Krille", var stud.med. og modstandsmand under besættelsen.
Han blev den 22. februar 1945 såret i en ildkamp med Hipo-folk ud for Fredensvej 20 i Charlottenlund, og døde senere i Vestre Fængsel. Han ligger begravet på Ordrup Kirkegård.